# Louise Hay
Pour les articles homonymes, voir Hay.
Ne doit pas être confondu avec Louise Hay.
Louise Lynn Hay (née le 8 octobre 1926 à Los Angeles, en Californie, et décédée le 30 août 2017 à San Diego) est une écrivaine américaine, auteure de nombreux ouvrages de guidance spirituelle dans la mouvance de la Nouvelle pensée le plus connu étant Transformez votre vie (en), paru en 1984 (traduit en français, en 1989, sous le titre Transformez votre vie).

## Biographie
Née Helen Vera Lunney à Los Angeles, elle est la fille de Henry John Lunney (1901-1998) et Veronica Chwala (1894-1985), Helen Vera Lunney raconte l'histoire de sa vie dans une interview accordée à Mark Oppenheimer du New York Times en mai 2008. Dans cet entretien, Helen Vera Lunney déclare être née à Los Angeles d'une mère pauvre qui s'est remariée avec un homme violent, Ernest Carl Wanzenreid (1903-1992), qui abusait physiquement d'elle et de sa mère. À l'âge de 5 ans, elle est violée par un voisin. À 15 ans, elle abandonne ses études secondaires en quittant l'université High School de Los Angeles (en) sans diplôme,.
Elle tombe enceinte et le jour de ses 16 ans, elle donne sa fille à l'adoption. Elle s'installe ensuite à Chicago, où elle occupe des emplois peu rémunérés. En 1950, elle déménage à nouveau, à New York. C'est à ce moment-là qu'elle change de prénom et commence une carrière de mannequin. Elle connaît le succès en travaillant pour Bill Blass, Oleg Cassini et Pauline Trigère.
En 1954, elle épouse l'homme d'affaires anglais Andrew Hay (1928-2001) ; après 14 ans de mariage, il la quitte pour une autre femme, Sharman Douglas (1928-1996), laissant Louise Hay dévastée par cette rupture. Louise Hay raconte qu'à cette époque, elle a trouvé la First Church of Religious Science (en), qui lui enseignera le pouvoir transformateur de la pensée.
Louise Hay révèle qu'elle y a étudié les ouvrages de la Nouvelle Pensée, notamment des auteurs tels que Florence Scovel Shinn qui croyait que la pensée positive pouvait transformer la vision des gens et Ernest Holmes, fondateur de la Religious Science qui enseignait également que la pensée positive pouvait guérir le corps.
Selon ses propres dires, elle devient pratiquante du mouvement Religious Science au début des années 1970. Dans ce rôle, elle dirige les adeptes dans des affirmations orales qui, selon elle, pouvaient guérir leurs maladies, et devient populaire en tant qu'animatrice d'ateliers. Elle rappelle également comment elle avait étudié la méditation transcendantale avec Maharishi Mahesh Yogi à la université internationale Maharishi (en) de Fairfield, dans l'État de l'Iowa.
En 1976, Louise Hay écrit et publie à compte d'auteur son premier ouvrage, Heal Your Body, qui était au départ une petite brochure contenant une liste de différents maux physiques et de leurs causes métaphysiques « probables ». Cette brochure est ensuite enrichie et transformée en son ouvrage Transformez votre vie, publié en 1984.
Louise Hay décrit comment, en 1977 ou 1978, on lui diagnostique un cancer du col de l'utérus « incurable », et comment elle est arrivée à la conclusion qu'en gardant son ressentiment pour les abus et les viols subis dans son enfance, elle avait contribué à son apparition. Elle raconte comment elle avait refusé le traitement médical conventionnel et commencé un régime de pardon, associé à une thérapie, une alimentation, une réflexologie et des lavements coliques occasionnels. Elle affirme dans l'interview qu'elle s'était débarrassée du cancer grâce à cette méthode, mais, tout en jurant de sa véracité, a admis qu'elle avait survécu à tous les médecins qui pouvaient confirmer cette histoire.
En février 2008, il figure en quatrième position sur la liste des best-sellers en format de livres de poche du New York Times. À peu près à la même époque, elle commence à diriger des groupes de soutien pour les personnes vivant avec le SIDA, qu'elle a appelés Hay Rides, qui sont passés de quelques personnes dans son salon à des centaines dans une grande salle dans la ville de West Hollywood, en Californie.
Son travail avec les malades du SIDA lui attire la célébrité et elle est invitée à apparaître dans les émissions The Oprah Winfrey Show et The Phil Donahue Show la même semaine, en mars 1988. À la suite de cela, Transformez votre vie se retrouve immédiatement sur la liste des best-sellers du New York Times. Plus de 50 millions d'exemplaires ont été vendus dans le monde entier dans plus de 30 langues, et il a également fait l'objet d'un film. You Can Heal Your Life figure également dans l'ouvrage 50 Self-Help Classics pour son importance dans son domaine. Il est souvent décrit comme faisant partie du mouvement New Age.
Louise Hay écrit, à la p. 225 de son livre You Can Heal Your Life (impression de décembre 2008), avoir « vendu plus de trente-cinq millions d'exemplaires. » En 2011, You Can Heal Your Life atteint 40 millions de ventes.
Louise Hay meurt durant son sommeil le matin du 30 août 2017, à l'âge de 90 ans.

## Œuvres

### Œuvres originales
- You Can Heal Your Life, Londres, Hay House (réimpr. 1987, 1988, 1991, 1994, 1999, 2000, 2004, 2008,) (1re éd. 1984), 278 p. (ISBN 9780937611012, OCLC 1179823198, lire en ligne).
- Heal Your Body: The Mental Causes for Physical Illness and the Metaphysical Way to Overcome Them, Hay House Inc., 1984 (ISBN 0-937611-35-2).
- A Garden of Thoughts: My Affirmation Journal, Santa Monica, Californie, Hay House (réimpr. 1999) (1re éd. 1989), 152 p. (ISBN 9780937611678, OCLC 22103080, lire en ligne).
- Love Yourself, Heal Your Life Workbook, Londres, Eden Grove (réimpr. 1995, 2004) (1re éd. 1990), 180 p. (ISBN 9781870845069, OCLC 24755593, lire en ligne).
- The Power Is Within You, Carlsbad, Californie, Hay House (réimpr. 1992, 1995, 2004, 2006, 2008, 2011) (1re éd. 1991), 260 p. (ISBN 9781561700233, OCLC 883249520, lire en ligne).
- Heart Thoughts, Hay House Inc., 1992 (ISBN 978-1-4019-3720-1).
- Loving Thoughts For Increasing Prosperity, Hay House Inc., 1993.
- Gratitude: A Way Of Life, Hay House Inc., 1996.
- Life! Reflections On Your Journey, Hay House Inc., 1996.
- Living Perfect Love: Empowering Rituals For Women, Humantics MultiMedia Publishers, 1996 (ISBN 978-0-9652851-0-0).
- 101 Ways To Health And Healing, Hay House Inc., 1998 (ISBN 978-1-56170-496-5).
- 101 Ways To Happiness, Hay House Inc., 1998 (ISBN 978-1-56170-495-8).
- Love Your Body, Hay House Inc., 1998 (ISBN 978-1-56170-602-0).
- Letters to Louise: The Answers Are Within You, Carlsbad, Californie, Hay House (réimpr. 2000, 2011) (1re éd. 1998), 324 p. (ISBN 9781561704682, lire en ligne).
- Inner Wisdom: Meditations for the Heart and Soul, 2000.
- Meditations To Heal Your Life, Hay House Inc., 2001.
- You Can Heal Your Life Companion Book, Hay House Inc., 2002 (ISBN 978-1-56170-878-9).
- I Can Do It, Hay House Inc., 2004 (ISBN 978-1-4019-0219-3).
- Everyday Positive thinking, Hay House Inc., 2004 (ISBN 978-1-4019-0295-7).
- Power Thoughts, Hay House Inc., 2005 (ISBN 978-1-4019-0554-5).
- The Adventures of Lulu: Three Stories to Help Build Self-Esteem and Courage in Children, 2005.
- The Times Of Our Lives, Hay House Inc., 2006 (ISBN 978-1-4019-1150-8).
- The Present Moment: 365 Daily Affirmations, Carlsbad, Californie, Hay House, (réimpr. 2008, 2013) (1re éd. 2007), 388 p. (ISBN 9781401930523, OCLC 701238916, lire en ligne).
- Louise L. Hay et Kristina Tracy (ill. Manuela Schwarz), I Think, I Am!: Teaching Kids the Power of Affirmations, Carlsbad, Californie, Hay House (réimpr. 2013, 2020) (1re éd. 2008), 32 p. (ISBN 9781401922085, OCLC 886923971).
- Modern-Day Miracles: Miraculous Moments and Extraordinary Stories from People All Over the World Whose Lives Have Been Touched, Carlsbad, Californie, Hay House, 2010, 268 p. (ISBN 9781401925277, OCLC 466335717, lire en ligne).
- Experience Your Good Now!: Learning to Use Affirmations, Carlsbad, Californie, Hay House (réimpr. 2014) (1re éd. 2010), 138 p. (ISBN 9781401927486, OCLC 466335731, lire en ligne).
- Letters to Louise, Hay House Inc., 2011 (ISBN 978-1-4019-2727-1).
- You Can Create an Exceptional Life: Candid Conversations with Louise Hay and Cheryl Richardson., Londres, Hay House (réimpr. 2013) (1re éd. 2011), 194 p. (ISBN 9781848505858, lire en ligne).
- Painting The Future, Hay House Visions, 2012 (ISBN 978-1-4019-3781-2).
- All is Well: Heal your body, Carlsbad, US, Hay House, 2013 (ISBN 978-1-4019-3502-3).
- Loving Yourself to Great Health: Thoughts & food: the ultimate diet., [S.l.], Hay House Inc., 2014 (ISBN 978-1-4019-4284-7).
- Louise L. Hay et David Kessler, You Can Heal Your Heart: Finding Peace after a Breakup, Divorce, or Death, 2014 (ISBN 978-1-4019-4387-5).
- Life Loves You: 7 Spiritual Experiments to Heal Your Life., Hay House Inc., 2014 (ISBN 978-1-4019-4614-2).
- The Affirmations Coloring Book  (ill. Alberta Hutchinson), Carlsbad, Californie, Hay House (réimpr. 2016) (1re éd. 2015), 100 p. (ISBN 9789385827112, OCLC 911594776, lire en ligne).

### Traductions francophones
- Transformez votre vie [« You Can Heal Your Life »]  (trad. de l'anglais américain par Gary Walker), Paris, France, Marabout (réimpr. 1989, 1995, 1997, 2000, 2010, 2013, 2019) (1re éd. 1987), 308 p. (ISBN 9782501032636, OCLC 1015906252, lire en ligne).
- La force est en vous [« The Power Is Within You »]  (trad. de l'anglais américain par Linda Carvin Tomchin), Chêne-Bourg, canton de Genève, Suisse, Vivez Soleil (réimpr. 1995, 1998, 2000, 2005, 2019) (1re éd. 1992), 260 p. (ISBN 9782880580858, OCLC 35838957, lire en ligne).
- Vivre!: Réflexions sur la plus merveilleuse aventure [« Life ! Reflections on Your Journey »]  (trad. de l'anglais américain par Denis Ouellet), Montréal, Québec, Canada, Éditions du Roseau, 1996, 210 p. (ISBN 9782894660010, OCLC 671916363, lire en ligne).
- Vie ! Réflexions sur votre parcours [« Life ! Reflexion on Your Journey »]  (trad. de l'anglais américain par Sophie Baume), Varennes, Québec, Canada, AdA, 2006, 204 p. (ISBN 9782895654605, OCLC 71186598, lire en ligne).
- Forgez-Vous une Vie Exceptionnelle! [« You Can Create an Exceptional Life »]  (trad. de l'anglais américain par Eric Villeroc), Varennes, Québec, Canada, AdA, 2012, 212 p. (ISBN 9782896675630, OCLC 777306664, lire en ligne).
- Vous pouvez guérir votre cœur [« In You Can Heal Your Heart »]  (trad. de l'anglais américain par Jo-Ann Dussault), Varennes, Québec, Canada, AdA éditions, 2014, 238 p. (ISBN 9782897338824, OCLC 876425336, lire en ligne).